# Maad a Sinig
Maad a Sinig (aussi Bour Sine ou Bur Sine) signifie « roi du Sine ». L'ancien royaume du Sine, qui fait maintenant partie du Sénégal, était un royaume précolonial sérère. Leurs rois étaient appelés Maad (également orthographié Mad et très rarement Maat). Le titre royal Maad est parfois utilisé de manière interchangeable avec celui de leurs anciens rois et grands propriétaires fonciers – les lamanes,,,,.
Entre 1350 et 1969 (la période Guelwar - la dernière dynastie maternelle), plus de cinquante rois ont été couronnés Maad a Sinig (roi du Sine). Durant cette période Guelwar, Maad a Sinig Maysa Waly Jaxateh Manneh a été le premier roi appartenant au clan Guelwar maternel. Il a régné en 1350. Maad a Sinig Mahecor Diouf fut le dernier roi du Sine. Il régna de 1924 à 1969 – l'année de sa mort,,.

## Rois du Sine portant le titre deMaad a Sinig
- Maad a Sinig Waagaan Tening Jom Faye[9]
- Maad a Sinig Wagane Coumba Sandiane Faye (aussi : Waagaan Kumbasaanjaan Faye)[9].
- Maad a Sinig Laasuk Fanaan Faye[9]
- Maad Sine Sanmoon Faye[9]
- Maad Sine Niokhobaye Mane Niane Diouf[10]
- Maad a Sinig Guédiopal Mane Niane Diouf[10]
- Maad a Sinig Ama Diouf Gnilane Faye Diouf, roi du Sine (règne : 1825-1853)
- Maad a Sinig Coumba Ndofféne Famak Diouf, roi du Sine (règne : 1853-1871)
- Maad a Sinig Coumba Ndoffène Fandepp Diouf, roi du Sine (règne : 1898-1924)
- Maad a Sinig  M'Backé Kodu N'Diaye (M'Backé Mak), roi du Sine (règne : 1884-1885)[11]
- Maad a Sinig Mahecor Diouf, roi du Sine (règne : 1924-1969)[11],[8]